# Mandanapis
Mandanapis là một chi nhện trong họ Anapidae.